# SHREDD
SHREDD (anciennement dEXTRIS) est un jeu vidéo d'action développé et édité par Chaotic Box, sorti en 2014 sur iOS.

## Accueil
- Canard PC : 7/10[1]
- Gamezebo : 4/5[2]
- Pocket Gamer : 7/10[3]
- TouchArcade : 4/5[4]